# Eva Braun
Eva Anna Paula Braun (München, 1912. február 6. – Berlin, 1945. április 30.) Adolf Hitler szeretője és 36 órán át felesége volt a haláláig.

## Élete
Eva Braun jómódú római katolikus bajor családban született 1912-ben. Apja, Friedrich Braun tanár volt, édesanyja Franziska "Fanny" Kronberger. Nővére, Ilse 1909-ben, húga, Margarete 1915-ben született. Margaretet Hermann Fegelein SS-tiszt vette feleségül, akit Hitler 1945 áprilisában hazaárulás vádja miatt kivégeztetett.

### Találkozása Adolf Hitlerrel
Eva 17 évesen az NSDAP hivatalos fényképészénél, Heinrich Hoffmann-nál vállalt munkát. Laborasszisztens és modell volt. Hoffmann müncheni stúdiójában még ebben az évben, 1929-ben találkozott először Adolf Hitlerrel, akit akkor még Herr Wolf néven mutattak be neki. A csinos lány felkeltette Hitler érdeklődését, de a flört valószínűleg csak 1932-től alakult át viszonnyá.
Hitler az élettársának még azt a szabadságot sem biztosította, amit általában a német nőknek megengedett. Nem lehetett férje, családja, normális életvitele. Hitler lakást bérelt neki, majd kis házat vett a számára. 1935-ös naplója szerint szenvedett a magánytól. Hitler soha nem mutatkozott vele, kapcsolatukat nem hozta nyilvánosságra.
Két alkalommal is, 1932 novemberében, majd 1935 májusában is öngyilkossági kísérletet tett, amik után valamelyest javult a helyzete.

### A háború alatt
A háború idején Hitler már nem titkolta olyan gondosan kapcsolatát, Berchtesgadenben Eva Braun lett végre a ház asszonya, az étkezéseknél Hitler balján ült. Végül meglett az az elégtétele is, hogy Hitler feleségül vette – közös öngyilkosságuk előtt 36 órával a Führerbunkerben.
Hitler utasításainak megfelelően mindkettőjük holttestét leöntötték benzinnel és felgyújtották. Berlin bevétele után megtalálták az elásott, elszenesedett testeket, majd azonosították őket fogaik és protéziseik alapján.